# Machu Picchu (España Circo Este)
Machu Picchu è il terzo album in studio del gruppo musicale italiano España Circo Este, pubblicato il 6 novembre 2020 dalla Garrincha Dischi.

## Il disco
I primi singoli estratti da Machu Picchu vengono rilasciati nell'autunno del 2019, l'album doveva infatti essere rilasciato nel marzo 2020, ma la data d'uscita è stata rimandata al 6 novembre 2020 a causa della pandemia globale Covid-19.
La band ha proseguito la pubblicazione di numerosi singoli nel corso di tutto il 2020.
Il brano Canzone Per Un Mondo Meglio viene pubblicato all'interno dell'ottavo volume dei Mixtape di Garrincha Dischi.
Durante il periodo estivo la band organizza un mini tour acustico di dieci date dal nome "Serenate Didattiche a Distanza".

## Tracce
1.La Mia Rivolta
2.Dormo poco e sogno molto
3.Cento Metri
4.È Da Un Po' Che Aspetto Il Mio Fra Un Po'
5.Nati Storti
6.Se La Cantiamo Ci Passerà
7.La Cosa Giusta
8.Canzone Per Un Mondo Meglio

## Formazione

### Espana circo este
- Marcello - voce, chitarra
- Ponz - basso, chitarra, sintetizzatori, cori
- Jimmy - batteria, percussioni
- Don - violino, fisarmonica, chitarra

### Altri Musicisti
- Nicola "Bologna Violenta" Manzan - violino, viola, glockenspiel - Traccia 8
- Matteo Costa Romagnoli (cori) - Traccia 8